# Мисс Казахстан 2012
Мисс Казахстан 2012 (каз. Мисс Қазақстан 2012) — 16-й национальный конкурс красоты, проводился в Астане, во Дворце Независимости. Победительницей стала представительница города Шымкент — Жазира Нуримбетова.

## Проведение конкурса
Девиз конкурса — «Красота во имя цели».

## Жюри
Состав жюри:
- Болат Мажагулов, начальник управления культуры акимата Астаны;[1][3][2][1]
- Марат Бисенгалиев, заслуженный деятель Казахстана, скрипач-виртуоз;[1][3][2][1]
- Фархат Шарипов, казахстанский режиссёр;[1][3][2][1]
- Бопеш Жандаев, дизайнер и актёр;[1][3][2][1]
- и другие лица, которые не были оглашены.[1][3][2][1]

## Итоговый результат
Итоговый результат:
| Титул               | Участница          |
| ------------------- | ------------------ |
| Мисс Казахстан 2012 | Жазира Нуримбетова |
| 1-я Вице Мисс       | Алия Муханова      |
| 2-я Вице Мисс       | Гульстан Омарова   |
| 3-я Вице Мисс       | Карина Жетесова    |

## Участницы
Список участниц:
| Имя                   | Возраст* | Место               | Город            | Примечание                                                                                  |
| --------------------- | -------- | ------------------- | ---------------- | ------------------------------------------------------------------------------------------- |
| Алия Муханова         | 22       | 1-я Вице мисс       | Актобе           |                                                                                             |
| Фарида Малик          | 18       |                     | Алматы           |                                                                                             |
| Карина Жетесова       | 21       | 3-я Вице мисс       | Алматы           |                                                                                             |
| Аяулым Ергазы         | 18       |                     | Астана           | По другим данным имя Айулым                                                                 |
| Айжан Байдосова       |          |                     | Астана           |                                                                                             |
| Маргарита Бекметьева  |          |                     | Астана           |                                                                                             |
| Гульстан Омарова      | 20       | 2-я Вице мисс       | Астана           |                                                                                             |
| Руслана Терещеня      |          |                     | Астана           |                                                                                             |
| Екатерина Пономаренко |          |                     | Астана           |                                                                                             |
| Айгерим Кожаханова    |          |                     | Астана           |                                                                                             |
| Асылай Амитова        |          |                     | Атырау           |                                                                                             |
| Анна Чудаева          |          |                     | Караганда        |                                                                                             |
| Зияда Бекбасынова     |          |                     | Кокшетау         |                                                                                             |
| Сауле Досжанова       |          |                     | Костанай         |                                                                                             |
| Гульзира Абуова       |          |                     | Кызылорда        |                                                                                             |
| Айгуль Мусакулова     | 19       |                     | Уральск          |                                                                                             |
| Малика Ибрагимова     |          |                     | Усть-Каменогорск |                                                                                             |
| Камилла Джекесова     |          |                     | Павлодар         |                                                                                             |
| Данара Акангали       | 17       |                     | Семей            | Зарина Латыпова завоевала титул "Мисс Семей 2012" после вновь проведённого конкурса красоты |
| Анара Туркестанова    |          |                     | Талдыкорган      |                                                                                             |
| Назым Акылова         |          |                     | Тараз            |                                                                                             |
| Жазира Нуримбетова    | 21       | Мисс Казахстан 2012 | Шымкент          |                                                                                             |
| Айдана Толегенова     |          |                     |                  | Мисс Фото                                                                                   |
| Ксения Конькова       |          |                     |                  | Мисс Модель                                                                                 |
| Акмарал Каламбаева    |          |                     |                  | Мисс Спорт                                                                                  |

- На момент участия в конкурсе

## Скандал с выбором победительницы
По итогу конкурса, была выбрана представительница города Шымкент, Жазира Нуримбетова. По словам рекламного фотографа Данила Олейника, что «три человека из жюри за неё проголосовало» и «члены жюри переглянулись, удивились. Один даже сказал, что ему стыдно там находиться».
Также, было отмечено, что победительница была в списке аутсайдеров конкурса и не отличилась во время фотосессии, которую проводил Данил Олейник.
Среди зрителей конкурса красоты была бывший депутат мажилиса парламента РК — Бахыт Сыздыкова, которая написала на личной странице в социальной сети Twitter, что «титул и вовсе куплен».
Спустя почти два месяца после проведения конкурса красоты, победительница конкурса ответила на критику депутата, что публичные личности должны быть объективными и осторожными в высказываниях, а также подчеркнула, оскорбили не только её, но и многих жителей Шымкента.
Участница из Караганды, Анна Чудаева вспоминает, что когда объявили победительницу «весь зал замер» и затем захлопали «максимум пять человек». А поводу того куплен ли конкурс, она не знает. По её словам, «она [победительница] очень скромная девочка. Когда мы собирались вместе со всеми участницами, смеялись, она сидела всегда в сторонке тихо-молча. Никто её не видел и не слышал. И на репетициях она также особо себя не проявляла».